# Canthidium funebre
Canthidium funebre là một loài bọ cánh cứng trong họ Bọ hung (Scarabaeidae).